# Emanuelův Dvůr
Emanuelův Dvůr (německy Emanuelshof) je zaniklá malá vesnice v okrese Chomutov. Stával v nadmořské výšce 522 m necelých 4,5 kilometru jihozápadně od Mašťova v jižní části katastrálního území Dobřenec. Býval tedy nejjižnější osadou chomutovského okresu. Vesnice úředně zanikla v roce 1979 vysídlením.

## Název
Přívlastek Emanuelův snad mohla osada získat podle některého ze sedmi synů hraběte Prokopa Vojtěcha Černína z Chudenic (1723–1777). V historických pramenech se jméno vyskytuje ve tvarech Emanuelshof (1787) nebo Emanuelsdorf (1846).

## Historie
První písemná zmínka o osadě pochází z roku 1787 a nachází se v díle Jaroslava Schallera. Podle něj byla vesnice rozdělena mezi panství Krásný Dvůr a Milčeves, stálo v ní deset domů a poplužní dvůr s panskou myslivnou. V roce 1846 se počet domů zvýšil na třináct a žilo v nich 66 obyvatel. Lidé se živili zemědělstvím – ke každé usedlosti patřilo tři až pět hektarů pozemků. Celková rozloha katastrálního území osady měřila 535 hektarů. Na polích se pěstovaly odolné odrůdy obilí, pícniny, chovaly se ovce a včely. V zimě si obyvatelé přivydělávali prací v lese, draním peří nebo prací na panské pile v Bukovině. Z okolních lesů se získávalo resonanční dřevo používané při výrobě houslí. Děti z osady navštěvovaly školu v Podbořanském Rohozci, farní kostel a pošta byly v Mašťově, četnická stanice v Doupově a lékař v Radonicích.
Po zrušení poddanství se Emanuelův Dvůr stal, spolu s Dobřencem, součástí okresu Doupov. Nikdy nebyl samostatnou obcí a při sčítání lidu v roce 1869 byl uveden jako osada Dobřence v okrese Kadaň. Po druhé světové válce byli vysídleni původní obyvatelé. Do osady se sice přistěhovalo osm Čechů, kteří ale brzy odešli jinam a vesnice se vylidnila. V roce 1950 byl Emanuelův Dvůr při sčítání lidu uveden jako část obce ke Kadaňský Rohozec, v letech 1961–1978 patřil k Mašťovu a od 1. ledna 1979 úředně zanikl. Dochovaly se pouze zříceniny domů.

## Přírodní poměry
Vesnice stála v nadmořské výšce 522 metrů ve východní části Doupovských hor, konkrétně v jejich okrsku Rohozecká vrchovina. Místo, kde vesnice stávala, je součástí přírodního parku Doupovská pahorkatina.

## Obyvatelstvo
Při sčítání lidu v roce 1921 zde žilo 92 obyvatel (z toho 49 mužů) německé národnosti a římskokatolického vyznání.  Podle sčítání lidu z roku 1930 měla vesnice 107 obyvatel: tři Čechoslováky a 104 Němců, kteří se kromě jednoho člověka bez vyznání hlásili k římskokatolické církvi.
|           | 1869 | 1880 | 1890 | 1900 | 1910 | 1921 | 1930 | 1950 | 1961 | 1970 |
| --------- | ---- | ---- | ---- | ---- | ---- | ---- | ---- | ---- | ---- | ---- |
| Obyvatelé | 104  | 129  | 96   | 69   | 86   | 92   | 107  | 6    | 4    | .    |
| Domy      | 13   | 14   | 14   | 14   | 14   | 14   | 15   | 14   | .    | .    |